# Bambusa garuchokua
Bambusa garuchokua är en gräsart som beskrevs av Barooah och Borthakur. Bambusa garuchokua ingår i släktet Bambusa och familjen gräs. Inga underarter finns listade i Catalogue of Life.